# موگیلف
مُگیلیُف (به بلاروسی: Магілёў) شهری است در شرق بلاروس. جمعیت این شهر در سال ۲۰۱۱ بالغ بر ۳۶۰٬۹۱۸ نفر بوده و سومین شهر بزرگ این کشور محسوب می‌شود.

## نگارخانه

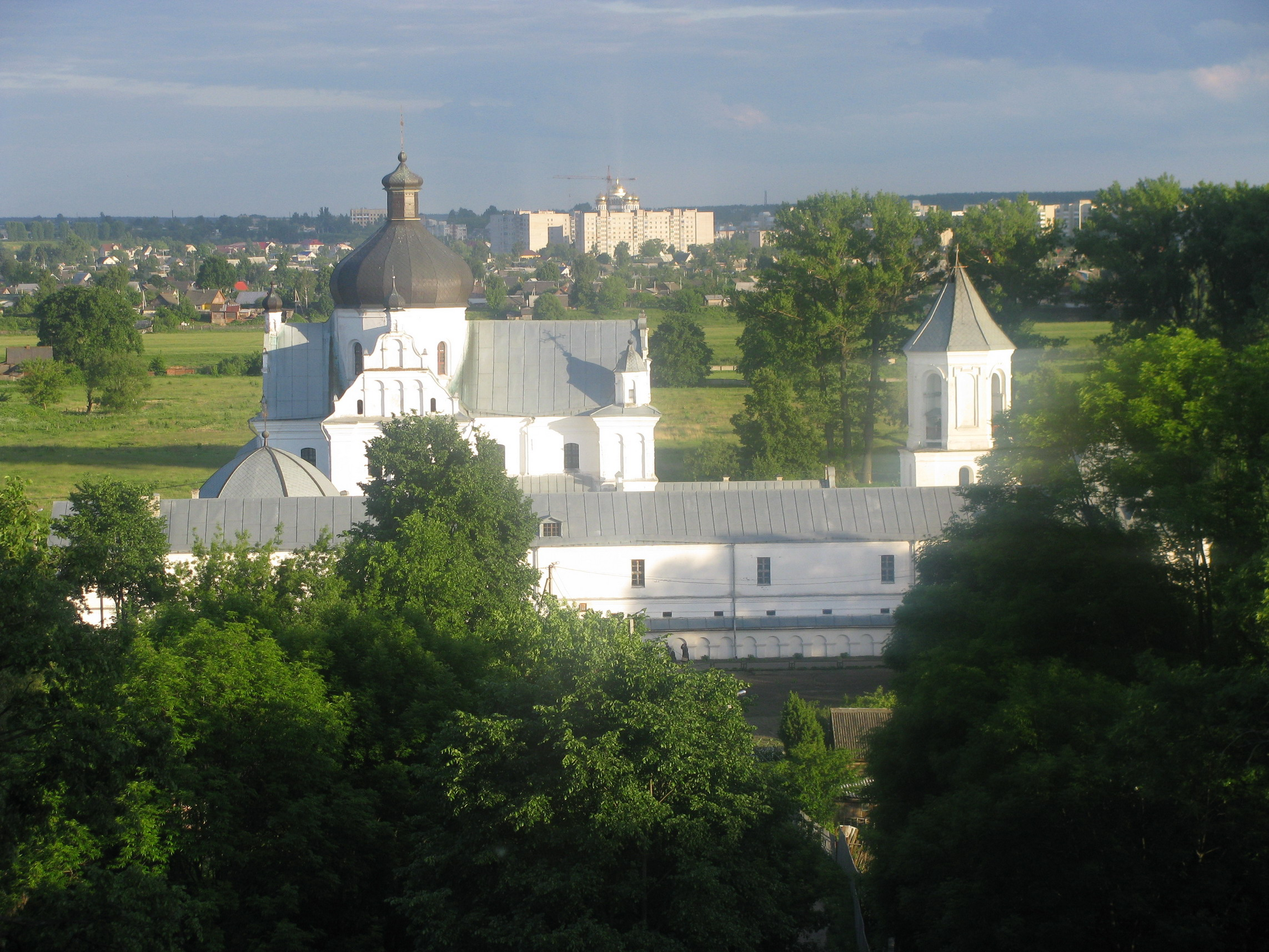
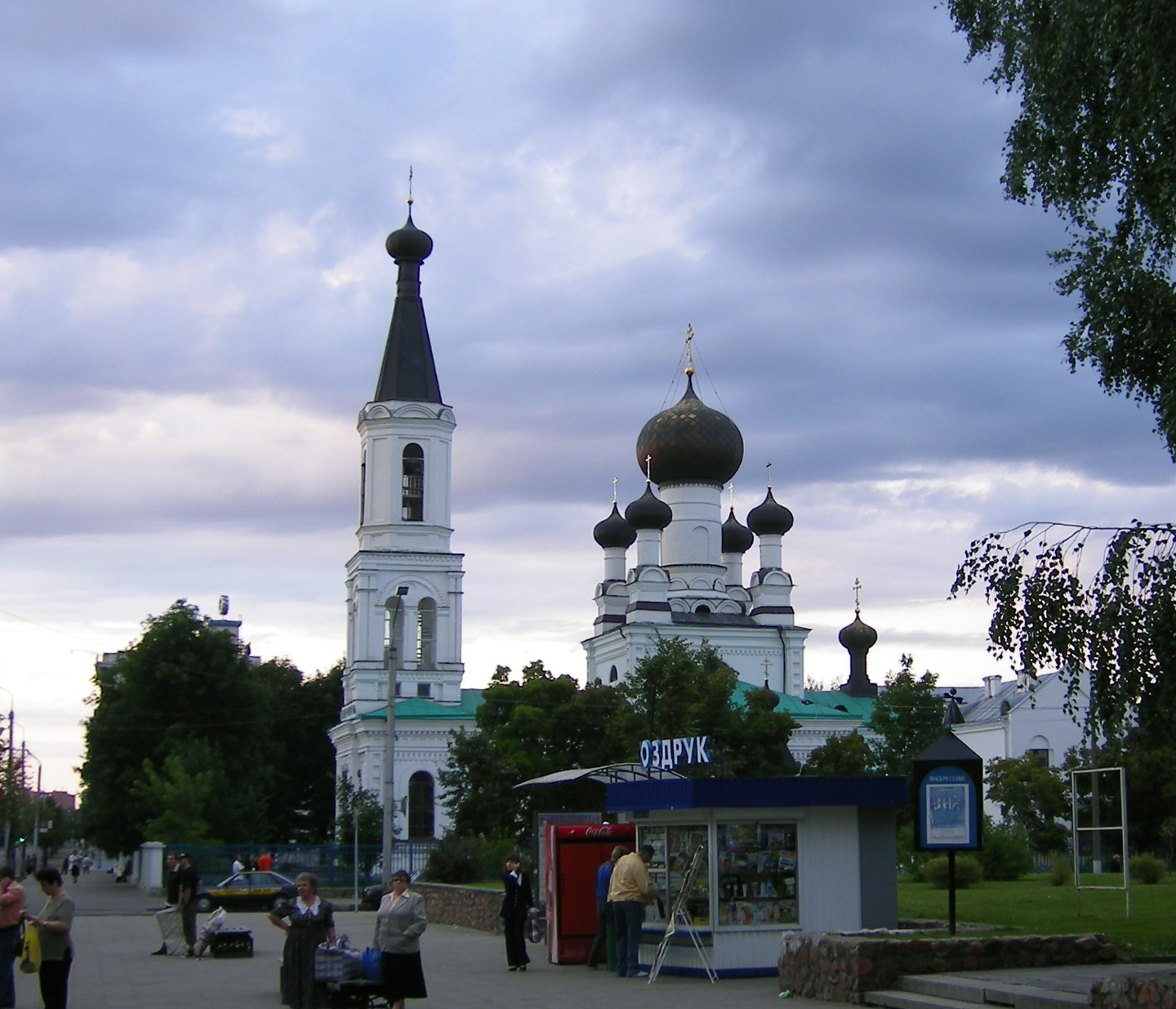
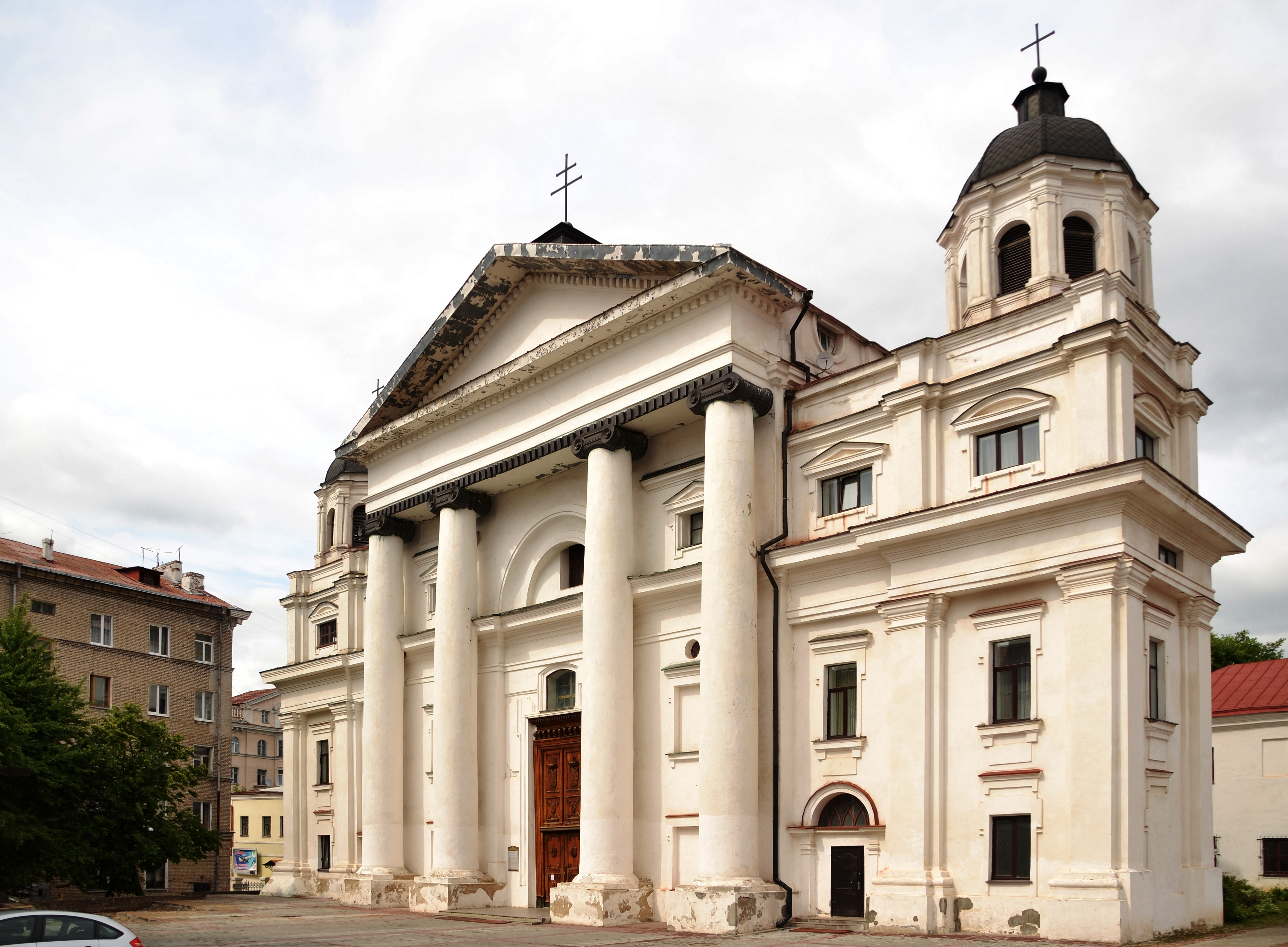